# オレゴンステート・ビーバーズ
オレゴンステート・ビーバーズ（英: Oregon State Beavers）は、アメリカ合衆国のオレゴン州立大学のスポーツ競技チーム。NCAAディビジョンI所属。

## 競技チーム
| 男子スポーツ                            | 女子スポーツ     |
| --------------------------------------- | ---------------- |
| 野球                                    | バスケットボール |
| バスケットボール                        | クロスカントリー |
| フットボール                            | ゴルフ           |
| ゴルフ                                  | 体操             |
| ローイング                              | ローイング       |
| サッカー                                | サッカー         |
| レスリング                              | ソフトボール     |
|                                         | 陸上†            |
|                                         | バレーボール     |
| †屋外競技チームと室内競技チームがある。 |                  |